# Sinfonía n.º 68 (Haydn)

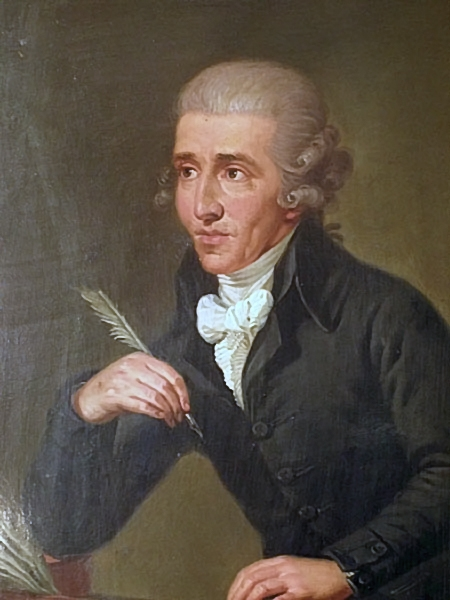
Haydn hacia 1770.

La Sinfonía n.º 68 en si bemol mayor, Hob. I:68 fue compuesta por Joseph Haydn en algún momento entre 1774 y 1779.

## Historia
La producción sinfónica del maestro austríaco puede dividirse a grandes rasgos en tres bloques temporales: el primer bloque (1757-1761) se corresponde con su periodo al servicio del conde Carl von Morzin (n.º 1 - n.º 5); el segundo bloque en la corte Esterházy (1761-1790 pero con la última sinfonía para el público de Esterházy en 1781); y el tercer bloque (1782-1795) comprende las Sinfonías de París (n.º 82 - n.º 87) y las Sinfonías de Londres (n.º 93 - n.º 104). El 1 de mayo de 1761 el compositor firmó su contrato como vice-kapellmeister (más tarde kapellmeister) de la familia Esterházy, que nominalmente duró 48 años, hasta su muerte.
La composición de esta pieza se desarrolló en algún momento entre 1774 y 1779. Esta obra comparte con la Sinfonía n.º 66 varias características, como la tonalidad común de si bemol mayor y un conservadurismo general del estilo. Teniendo en cuenta la proliferación de innovaciones en la n.º 67, es probable que las dos primeras fueran compuestas una justo después de la otra, siendo la n.º 67 la última en la secuencia. La n.º 68, al igual que la n.º 66, parece reflejar la sumisión del compositor después de que su mecenas Esterházy arremetiera contra la corriente modernista del momento. Por esta razón para Reisig resulta un poco duro calificarla de "insípida", como hizo el célebre estudioso de Haydn H. C. Robbins Landon.

## Instrumentación
La partitura está escrita para una orquesta formada por:
- Viento madera: 2 oboes y 2 fagotes.
- Viento metal: 2 trompas.
- Cuerda: una sección de cuerdas con 2 violines, viola, violonchelo y contrabajo.

Se trata de una de las primeras sinfonías en contener dos partes para fagot independientes la una de la otra. En aquella época se solía emplear un fagot para amplificar la voz del bajo, incluso sin una notación separada. En cuanto a la participación del clavecín como bajo continuo en las sinfonías de Haydn existen diversas opiniones entre los estudiosos: James Webster se sitúa en contra; Hartmut Haenchen a favor; Jamie James en su artículo para The New York Times presenta diferentes posiciones por parte de Roy Goodman, Christopher Hogwood, H. C. Robbins Landon y James Webster. A partir de 2019 la mayor parte de las orquestas con instrumentos modernos no utiliza el clavecín como continuo. No obstante, existen grabaciones con clavecín en el bajo continuo realizadas por: Trevor Pinnock (Sturm und Drang Symphonies, Archiv, 1989-1990); Nikolaus Harnoncourt (n.º 6–8, Das Alte Werk, 1990); Sigiswald Kuijken (incluidas las Sinfonías de París y Londres; Virgin, 1988-1995); Roy Goodman (Ej. n.º 1-25, 70-78, 82-87; Hyperion, 2002).

## Estructura y análisis
La sinfonía consta de cuatro movimientos:
- I. Vivace, en si bemol mayor 3
4
- II. Menuet – Trio, en si bemol mayor 3
4
- III. Adagio cantabile, en mi bemol mayor 2
4
- IV. Finale. Presto, en si bemol mayor 2
4

La interpretación de esta obra dura aproximadamente entre 25 y 30 minutos. Es una de las pocas sinfonías de Haydn en situar el minueto en segundo lugar y el movimiento lento en tercer lugar, trastocando la estructura clásica de la sinfonía en la cual intercambian estos puestos. Este patrón sólo se encuentra en otras cinco sinfonías de Haydn, todas ellas tempranas excepto esta (Sinfonías "B", n.º 15, 32, 37, 44). Esta será la última vez que el maestro austríaco hace este cambio en su producción sinfónica; los otros escasos ejemplos son mucho más antiguos. Esta sinfonía habla el lenguaje convencional de su época, no obstante muestra a Haydn nada menos que como el minucioso herrero del sonido que era.

### I.Vivace
El primer movimiento, Vivace, está escrito en la tonalidad de si bemol mayor, en compás de 3/4 y sigue la forma sonata. Se inicia de forma animada pero sigilosa hasta un inesperado forte en el compás 7. Aunque se trata de una forma sonata bastante "de manual", el movimiento se ve coloreado de forma periódica por la aparición de los dos fagotes solistas, lo cual constituye un novedoso toque orquestal. El primer tema es suave y fluido pero, como era de esperar, se vuelve más vigoroso con el tiempo y desemboca en un "segundo tema" que resultaría un crimen escuchar sin reírse a carcajadas. El desarrollo parece apacible hasta que, mediante un juego de manos tonal, se desliza hacia la recapitulación antes de que nos demos cuenta. El desenlace amplía de manera significativa el tema de cierre, que está fuera del centro tonal.

### II.Menuet– Trio
El segundo movimiento, Menuet – Trio, está en si bemol mayor y en compás de 3/4. El minueto inicialmente no existía hasta que fue reinsertado a través de las partes orquestales. Su carácter es lírico y melódico. Adopta un aire rústico, con fraseo en cuatro partes y textura sencilla. El trío es casi de juguete por su sencillez pero lleva su sofisticación oculta en la manga, con frases alegres y bromistas. En el trío Haydn juega con los acentos, moviendo la aparición del tiempo fuerte en diferentes lugares del compás, un juego que tendrá mayor efecto en el trío de su Sinfonía n.º 92 Oxford.

### III.Adagio cantabile
El tercer movimiento, Adagio cantabile, está en mi bemol mayor y en compás de 2/4. El movimiento lento podría decirse que es el más extraordinario de este volumen, sobre todo por sus desconcertantes mezclas de Affekt. El tema de apertura y la transición son interpretados casi exclusivamente por violines con sordina. Los violines primeros interpretan una melodía de estilo serenata que parece arbitraria, repetitiva y sin dirección. Mientras tanto los violines segundos ejecutan un acompañamiento de tic-tac en semicorcheas ininterrumpidas, casi mecánicas, en apariencia disociadas de la reflexiva melodía anterior. Periódicamente el tutti doblará el acompañamiento en forte durante cuatro notas, transformando el tic-tac en una especia de fanfarria sobre el mismo motivo de semicorcheas, que sin embargo nunca llegan justo cuando "deberían". El efecto es a la vez divertido y desconcertante. Este acompañamiento según Charles Rosen presagia el ritmo de la posterior Sinfonía n.º 101 del reloj, aunque cabe señalar que muchas obras de Haydn emplearon este célebre galope medido antes de la mencionada sinfonía. Conforme avanza el movimiento la rígida distinción entre melodía y acompañamiento se hace más intrincada y la expresión se torna más seria (aunque al principio no por demasiado tiempo), hasta que en el desarrollo ampliamente modulante todo el humor queda atrás. Todas las discontinuidades reaparecen en la recapitulación.

### IV.Finale. Presto
El cuarto y último movimiento, Finale. Presto, retoma la tonalidad inicial y el compás es 2/4. El Finale es una contradanza de rondó con tres episodios y una coda. Es lo más cercano al puro entretenimiento que Haydn ha llegado a ofrecer. El tema principal es un estridente tema triádico; los episodios, a pesar de su atractiva variedad, no experimentan los audaces pasajes modulatorios o contrapuntísticos que el compositor suele ofrecer en este contexto. Si bien, hay una repetición que incluye una variante crudamente canónica del tema principal. El primer episodio presenta fagotes, el segundo oboes y el tercero es un tormentoso sol menor. En este movimiento de cierre se perciben las insinuaciones de una risa alegre y estridente debido a las descargas de notas repetidas. Aquí el término "jovial", derivado de "Júpiter", se revela de lo más apropiado. En la cómica coda todo se repite hasta el extremo: un pedal de dominante agudo que se va apagando; entradas de "eco solo" sobre el motivo principal, resolviendo ingeniosamente en esa dominante, para todos los instrumentos a su vez; un trémolo final, y en conjunto "demasiados" acordes chillones en la conclusión.